# Secklendorf
Secklendorf ist ein kleiner Ort mit rund 150 Einwohnern in der Gemeinde Altenmedingen in der Lüneburger Heide. Sie gehört zur Samtgemeinde Bevensen-Ebstorf in Niedersachsen. 
Am 1. Juli 1972 wurde der selbständige Ort in die Gemeinde Altenmedingen eingegliedert.